# Wasserwerk Misburg

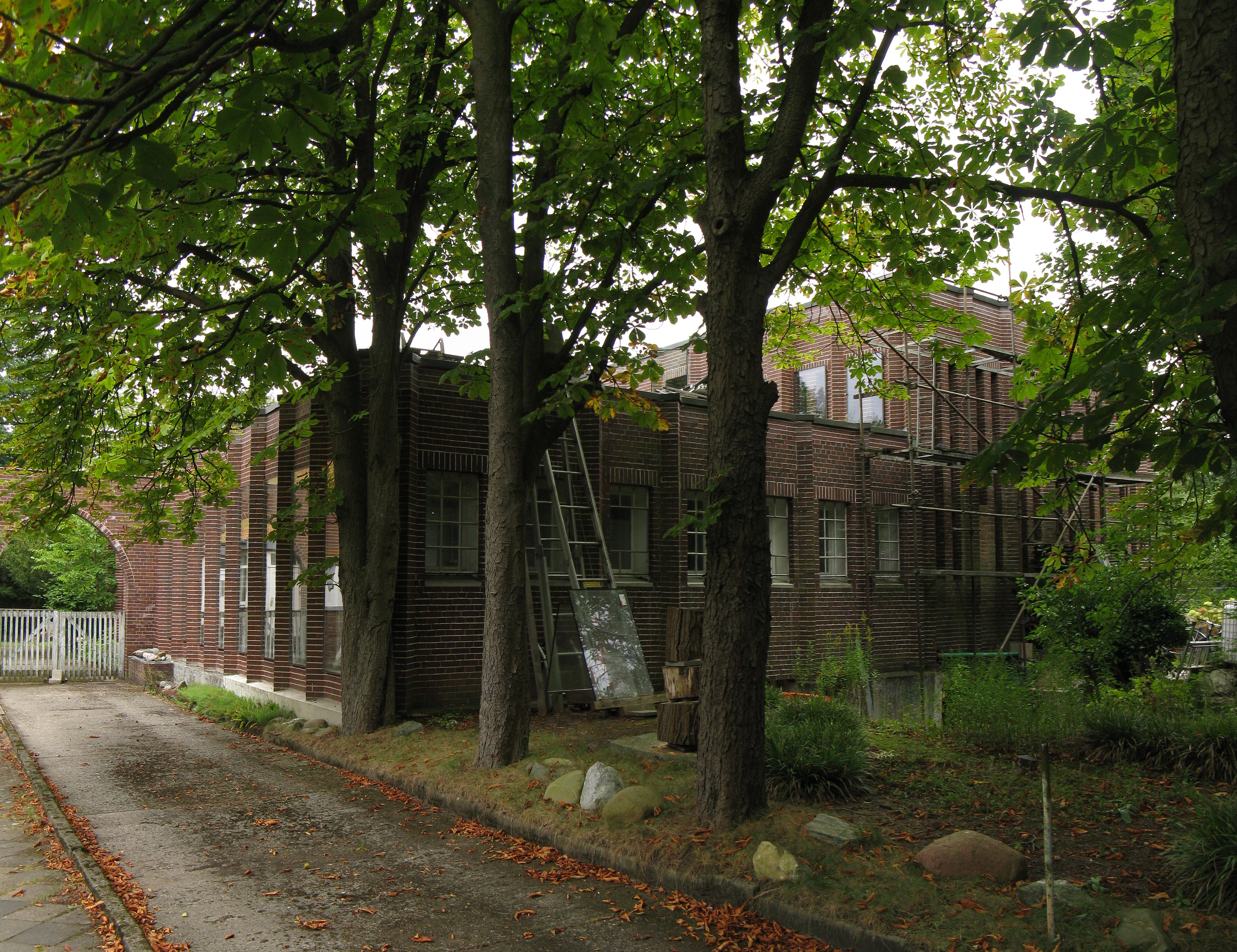
Anfang September 2016 teilweise eingerüstet: Die kubischen Baukörper für die technischen Einrichtungen des ehemaligen Misburger Wasserwerks

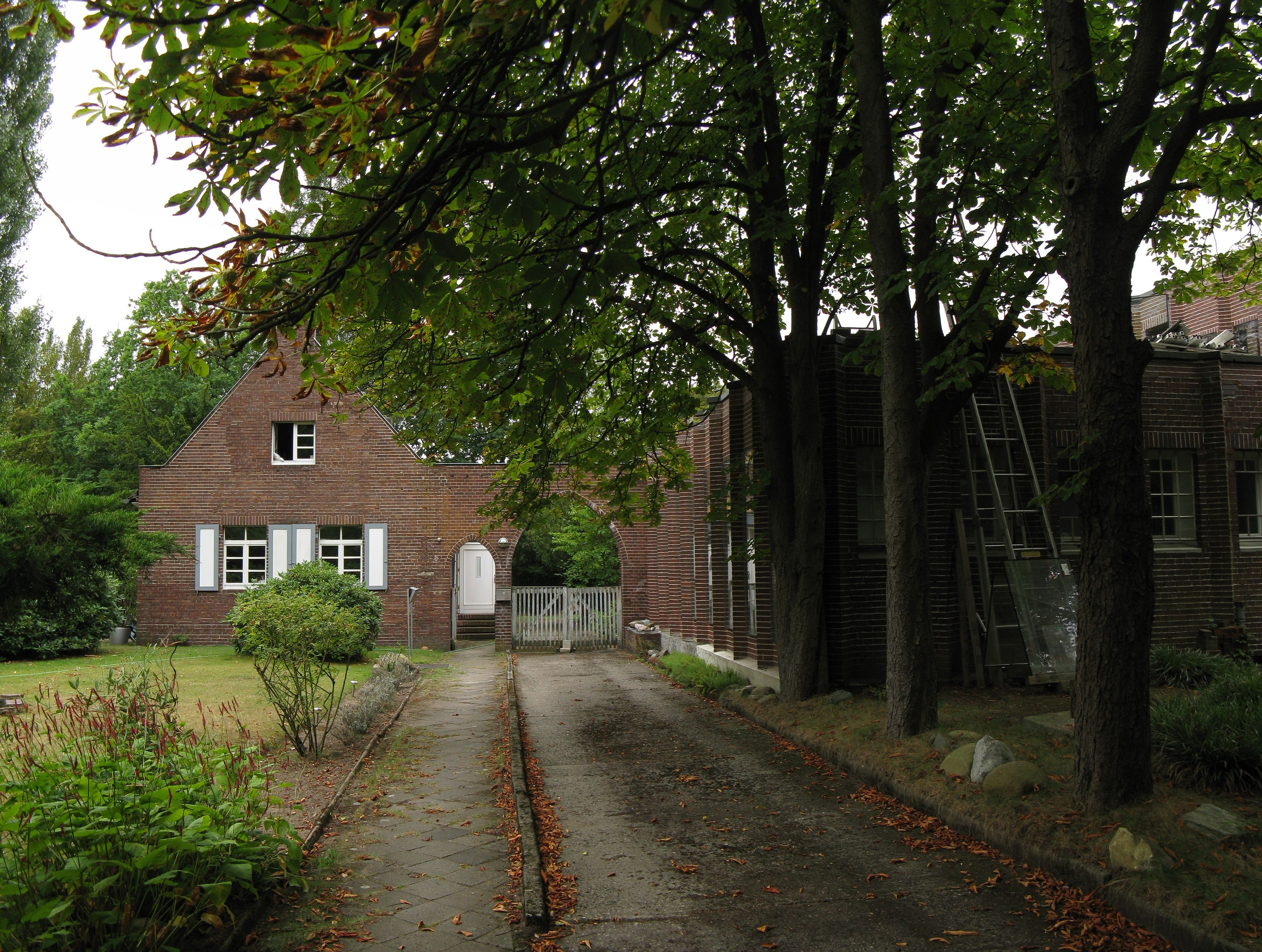
Die schablonenartige, dennoch eher traditionelle Schauseite des mit einem Torbogen mit dem Maschinenhaus verbundenen Wohngebäudes

Das Wasserwerk Misburg in Hannover ist ein denkmalgeschütztes technisches Bauwerk aus den 1920er Jahren. Standort des im heutigen hannoverschen Stadtteil Misburg-Nord zu findenden ehemaligen Wasserwerks ist die Alte Peiner Heerstraße 170 im Misburger Wald.

## Geschichte und Beschreibung
Das Misburger Wasserwerk entstand im Zuge der zur Zeit der Weimarer Republik einsetzenden großen baulichen Erweiterung Misburgs als Versorgungseinrichtung für die wachsende Bevölkerung des Ortes. Hierzu wurde das Gebäude nach Plänen des Architekten Friedrich Fischer in den Jahren 1925 bis 1926 errichtet. Dabei schuf Fischer eine Melange aus kubischen Formen des Neuen Bauens mit den seinerzeit vor allem von Fritz Höger expressionistisch neu ausformulierten norddeutschen Backstein-Traditionen.
In unmittelbarer Nähe der Wasserentnahmestellen des Ortes erwuchsen so zwei kubische Baukörper zur Aufnahme der Filter- und Pumpanlagen sowie ein Wohnhaus mit einer Betriebswohnung, das der Architekt durch einen Torbogen optisch mit dem Maschinenhaus verband. Trotz Materialgleichheit mit dem eher traditionell gestalteten Wohngebäude kontrastieren die mit Flachdächern geschlossenen Kuben für die technischen Einrichtungen. Deren Wände werden durch rhythmisch angeordnete dreieckige Mauervorlagen und sehr schmale, hohe Fenster bestimmt und erinnern in ihrer strengen Gliederung an ähnlich ausformulierte expressionistische Bauwerke in Hannover wie das Anzeigerhochhaus oder das Franzius-Institut.
Die ingenieurtechnischen Planungen sowie deren Ausführungen lagen in der Hand des an der damaligen Technischen Hochschule Hannover unterrichtenden Hochschullehrers Otto Geißler.
Nach der Inbetriebnahme das Wasserwerks wurde das im Misburger Wald aufbereitete Wasser zu dem ehemaligen Wasserturm an der Hartmannstraße in Misburg gefördert.
1932 organisierte der Hochschullehrer Otto Geißler für seine Studenten eine Exkursion zum Wasserwerk mit anschließender Einkehr in einem Gasthaus, das damals noch von eher der SPD zugewandten Gästen aufgesucht worden war. Diesen Umstand nutzten nach der Machtergreifung durch die Nationalsozialisten 1933 einige von Geißlers Studenten für einen „Bericht“ an die Universitätsleitung, um den Ingenieur als Sympathisanten der Sozialisten zu denunzieren. Tatsächlich wurde Otto Geißler der erste Lehrstuhlinhaber Hannovers, der nach 1933 vorzeitig emeritiert wurde.
1971 wurde der Betrieb des Wasserwerkes eingestellt, in der Folge wurde der zuvor genutzte Wasserturm 1980 abgebrochen. Mitte der 1980er Jahre stand das historische Wasserwerk ungenutzt, obgleich Teile der Betriebsanlagen, darunter die Filterbecken, noch vorhanden waren.

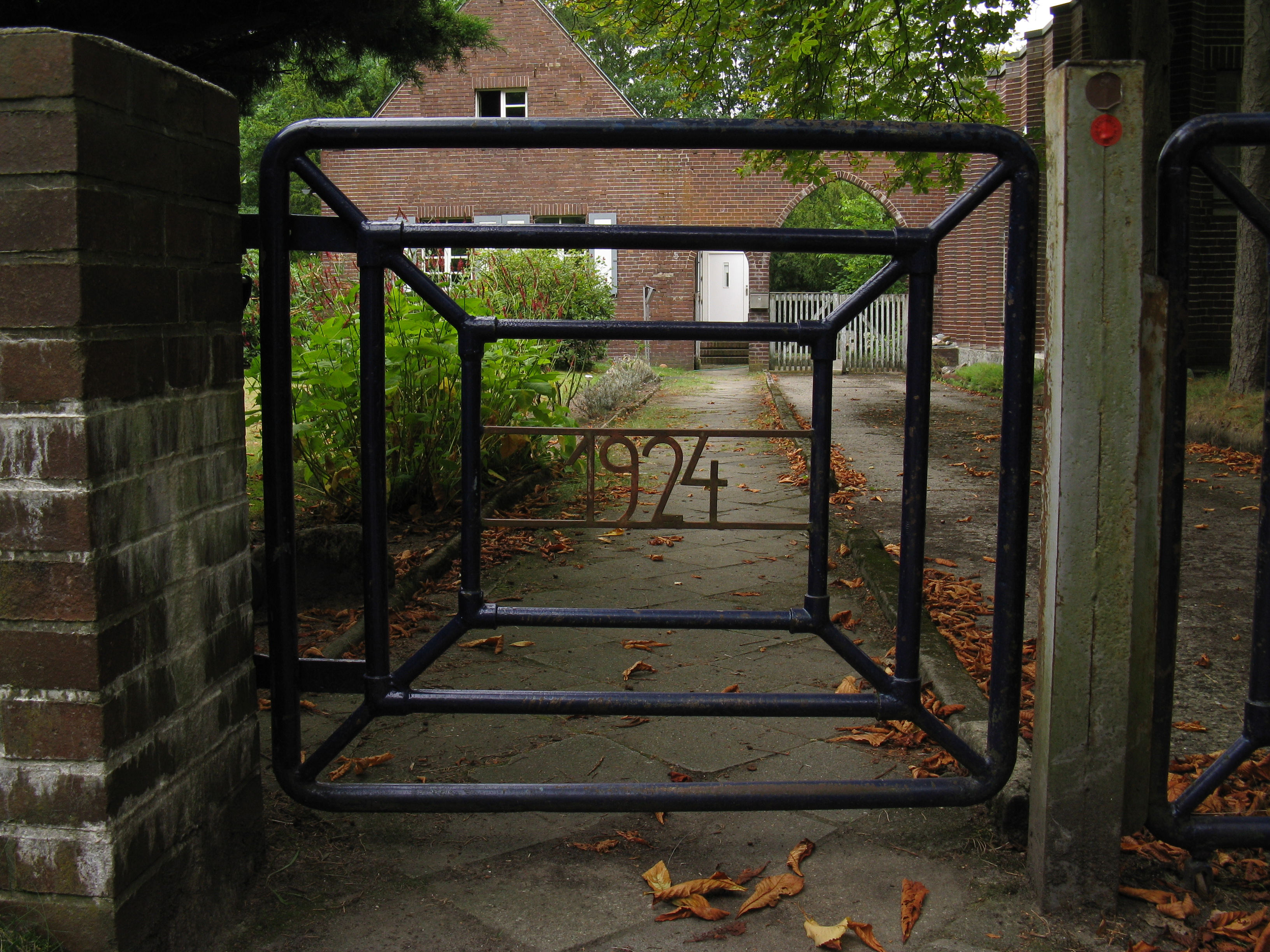
Die von den Quellen abweichende Jahreszahl 1924 im Zentrum konzentrisch angeordneter Rechtecke
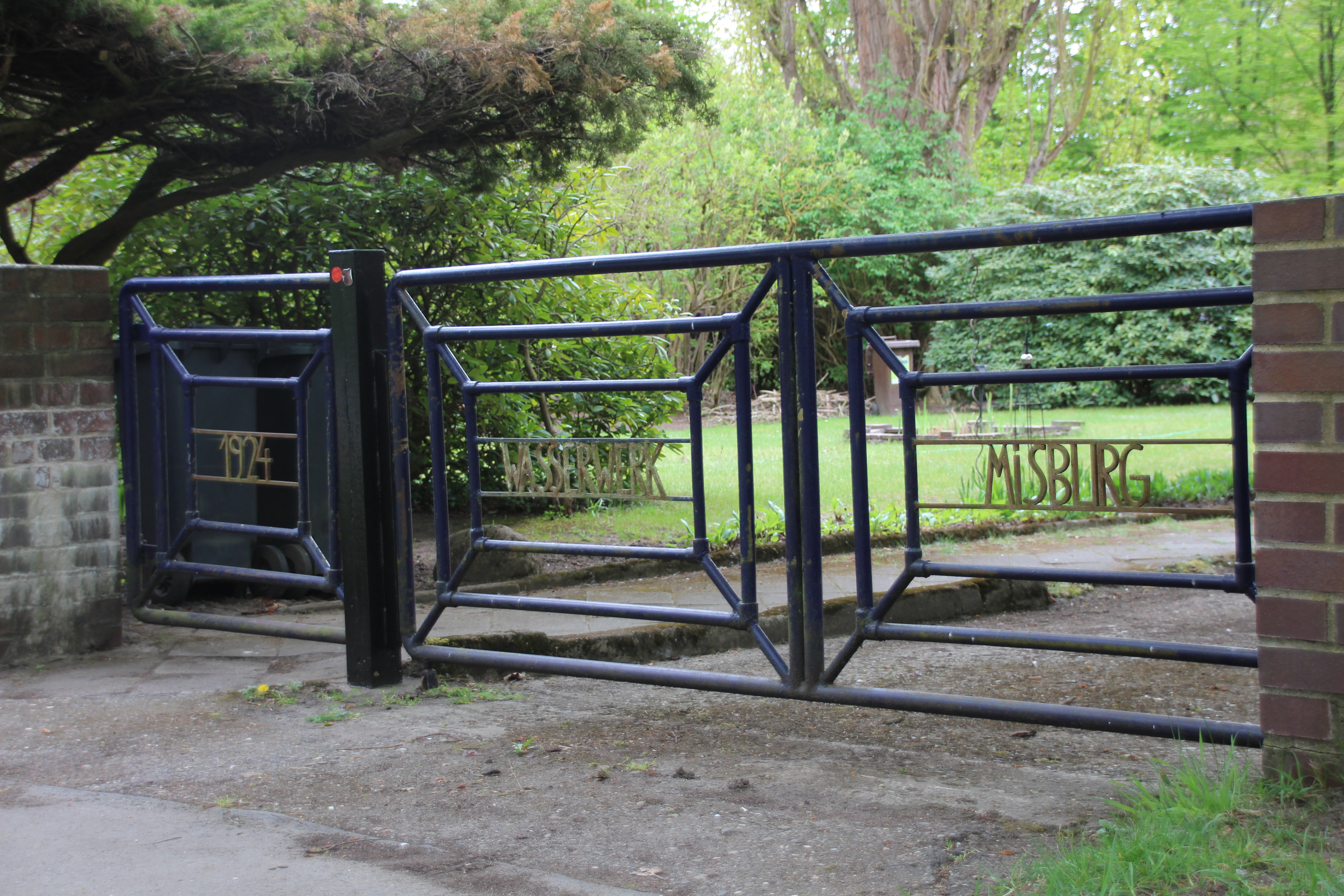
„Wasserwerk Misburg“ als Schriftzug des Einfahrtstores
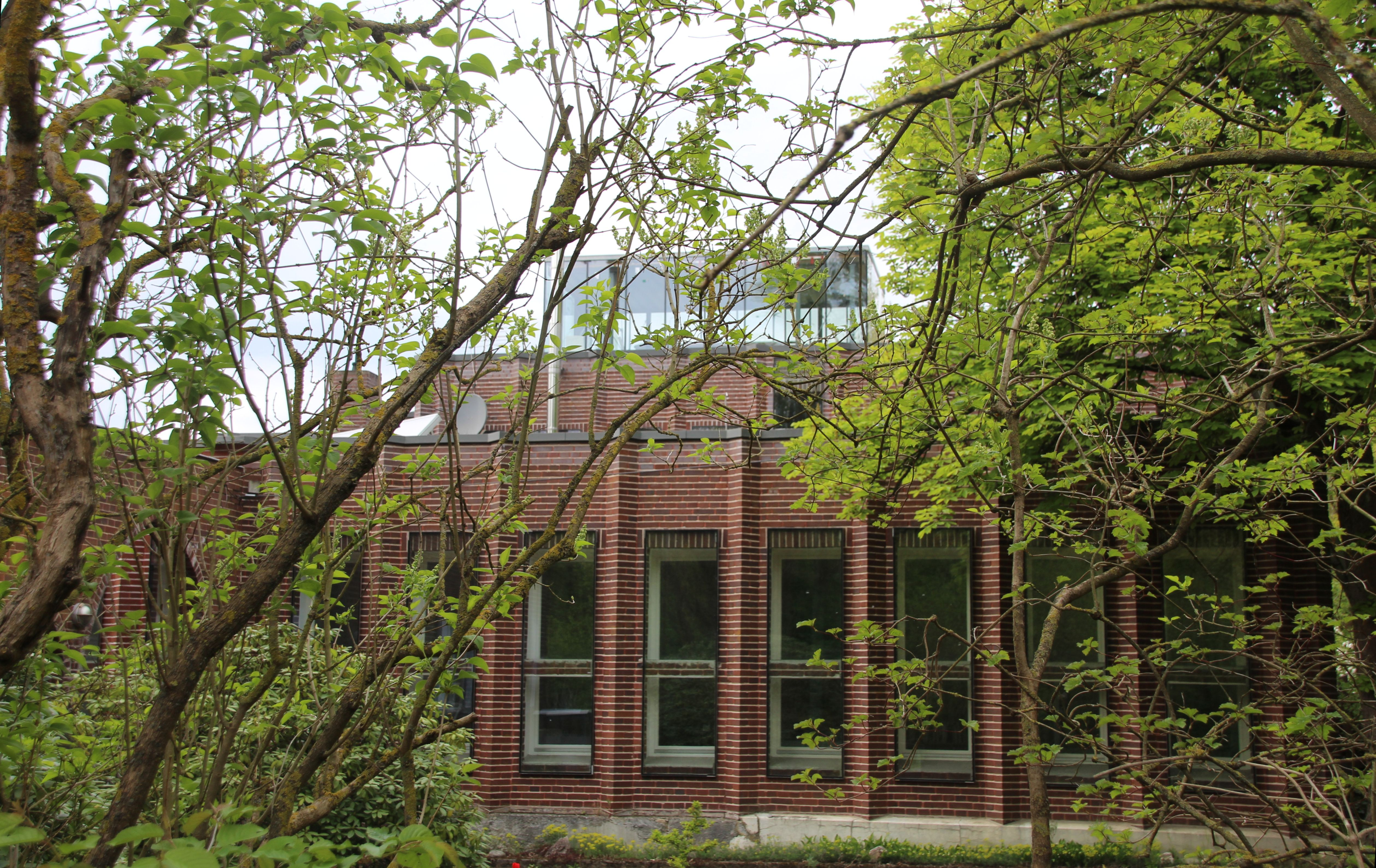
Für die neue Nutzung entstand ein verglaster Aufsatz
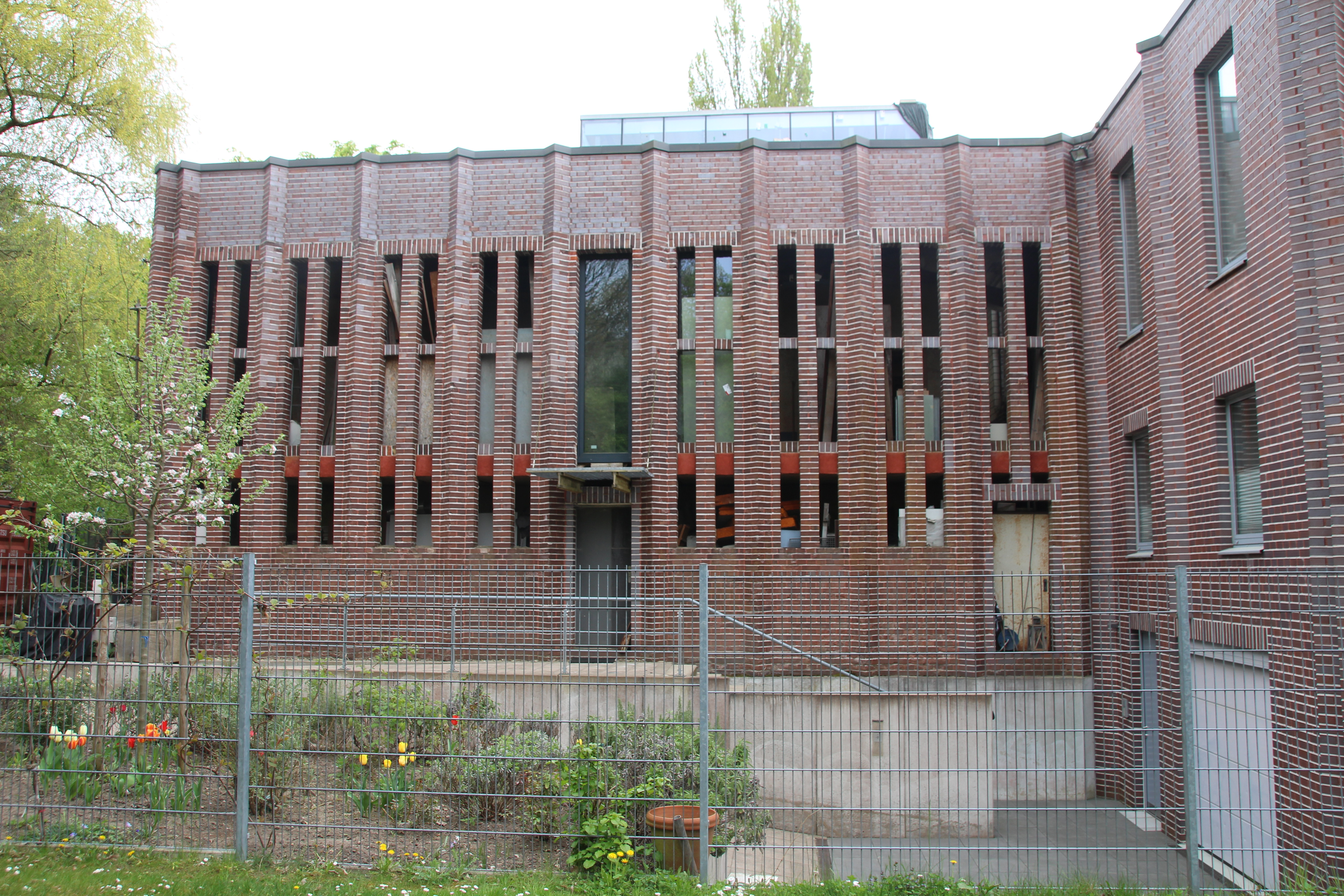
Die bereits sanierte Fassade
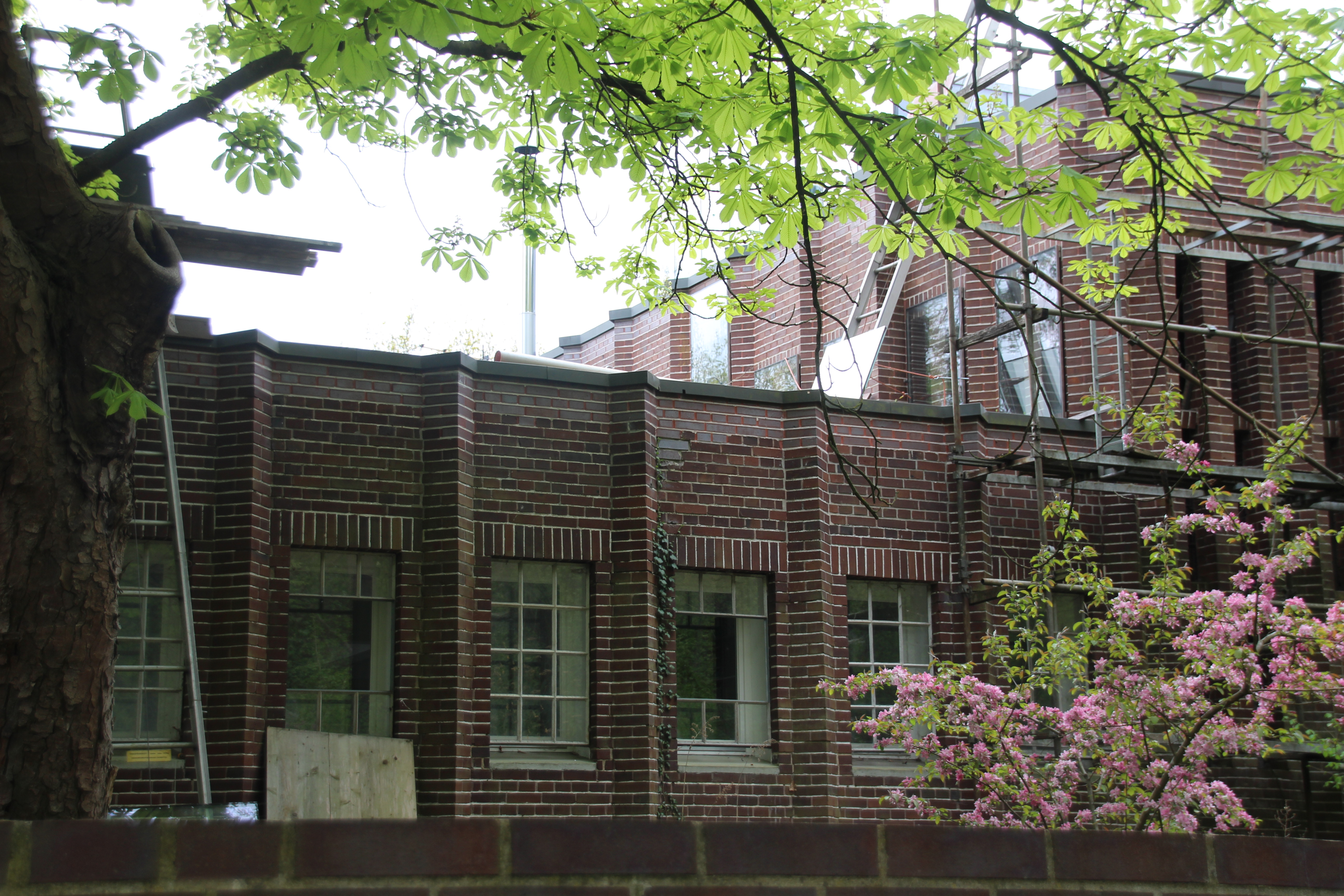
2022 sind Teile des früheren Wasserwerks noch eingerüstet